# Pont romà

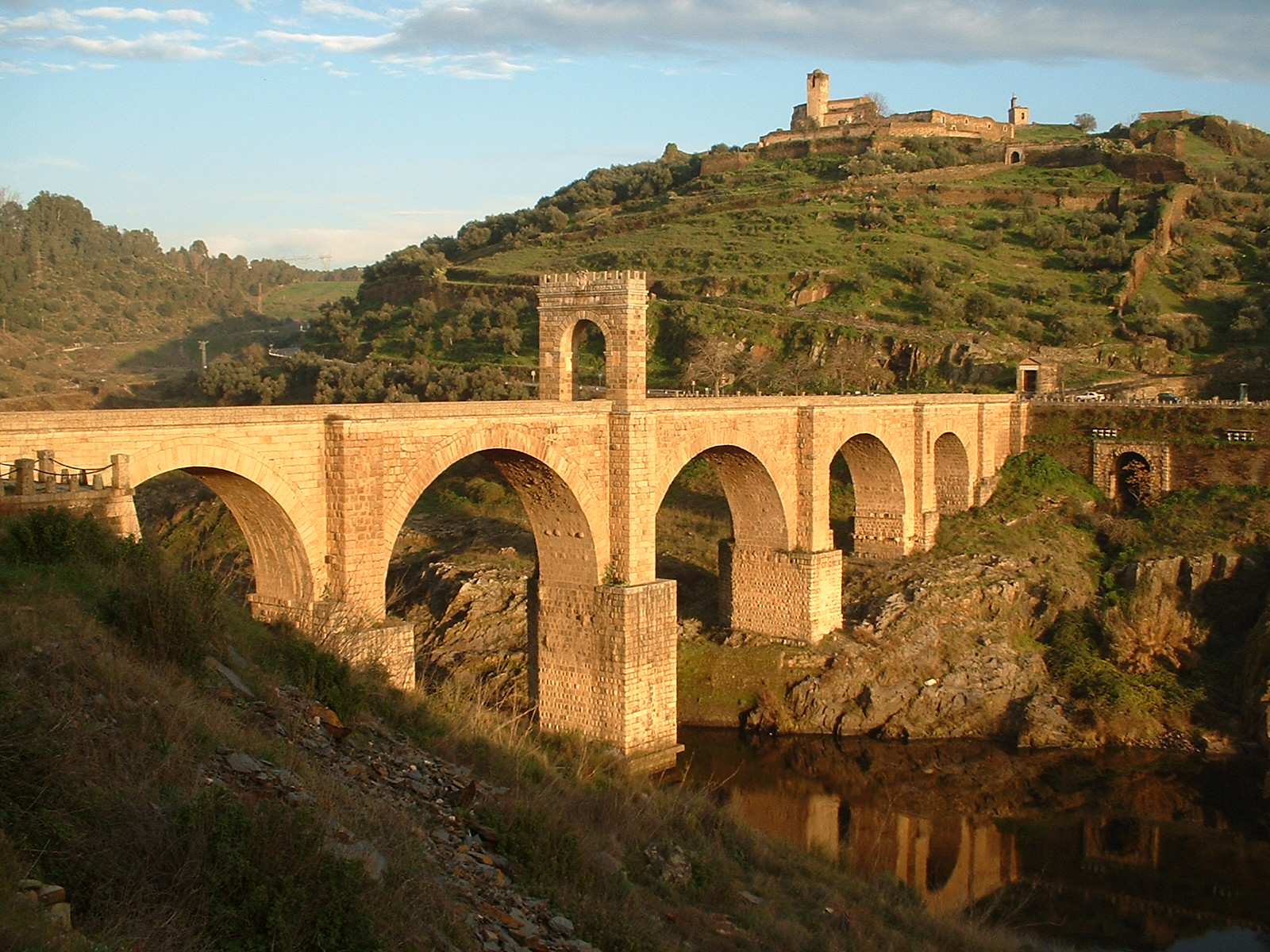
Pont d'Alcántara, obra mestra de la construcció de ponts en l'antiguitat

Els ponts romans van ser construïts pels antics romans amb pedra, tenien l'arc com a estructura bàsica (pont d'arc) i en la majoria també van utilitzar formigó, material utilitzat per primera vegada en la construcció de ponts. Van ser els primers de grans dimensions i es troben entre els més perdurables del món.
Els antics romans, tal com amb la volta i la cúpula, van ser els primers en adonar-se del potencial dels arcs per a la construcció dels ponts. Una llista de ponts romans compilats per l'enginyer Colin O'Connor contempla 330 ponts de pedra per al trànsit, 34 ponts de fusta i 54 aqüeductes romans, una part importants dels quals roman encara en peu i fins i tot són utilitzats pels vehicles. Una inspecció més acurada de l'acadèmic italià Vittorio Galliazzo va assenyalar 931 ponts romans, majoritàriament de pedra, en 26 països diferents (inclosa l'antiga Iugoslàvia).
Els ponts d'arc romans solien ser semicirculars, tot i que alguns eren escarsers (com el pont d'Alconétar). Un arc escarser és un arc inferior a un semicercle. Els avantatges dels ponts d'arc escarser eren que permetien passar grans quantitats d'aigua en cas de grans crescudes dels rius, la qual cosa evitaria que el pont fos arrasat durant les inundacions alhora que podia ser més lleuger. En general, els ponts romans contenen pedres d'arc primari (dovelles) en forma de falca de la mateixa mida i forma. Els romans van construir ponts amb un sol arc i llargs aqüeductes amb múltiples, com el pont del Gard i l'aqüeducte de Segòvia. Els enginyers romans van ser els primers i, fins a la revolució industrial, els únics en construir ponts amb formigó, que anomenaven opus caementicium. L'exterior acostumava a estar cobert de maó o maçoneria, com al pont d'Alcántara. També van introduir ponts d'arc escarser, com el pont de Limira de 330 m de longitud, que conté 26 arcs escarsers amb una relació mitjana de 5,3 a 1 que donen al pont un perfil pla. El pont de Trajà sobre el Danubi va comptar amb arcs escarsers de fusta (sobre pilars de formigó de 40 m d'alçada) i va ser el pont d'arc més llarg durant mil anys, tant en termes d'extensió global com individuals, mentre que el pont romà més llarg existent és el pont romà de Mèrida, de 790 m de llarg.